# Mikael Melbye
Mikael Melbye (født 15. marts 1955 i København) en dansk operasanger, operainstruktør og kunstmaler.
Mikael Melbye er baryton og uddannet af Kirsten Hermansen. Han debuterede som operasanger på Det Kongelige Teater som Guglielmo i 1975 med operaen Cosi fan tutte og fik sit gennembrud som Figaro i Barberen i Sevilla Han stoppede karrieren som operasanger i 2001 og havde da sunget 56 forskellige operaroller og opnået at være den 15. bedst betalte operasanger på verdensplan.
Efterfølgende har han instrueret operaforestillinger, foruden at være portrætmaler. Han har lavet et portræt af dronning Margrethe, som er ophængt i Drabantsalen på Christiansborg Slot.
Mikael Melbye blev Ridder af Dannebrog i 1996.